# Dick Wehr
Richard Wade "Dick" Wehr (nacido el 9 de diciembre de 1925 en Caldwell, Ohio y fallecido el 1 de diciembre de 2011 en Atlanta, Georgia) fue un jugador y entrenador de baloncesto estadounidense que disputó una temporada en la NBA. Como entrenador ejerció durante tres temporadas en la NCAA. Con 1,93 metros de estatura, jugaba en la posición de alero.

## Trayectoria deportiva

### Universidad
Jugó durante su etapa universitaria con los Universidad de Rice de la Universidad de Rice, siendo elegido en 1945 en el mejor quinteto de la Southwest Conference.

### Profesional
Fue elegido en el Draft de la NBA de 1948 por Indianapolis Jets, con los que únicamente disputó nueve partidos, en los que promedió 1,3 puntos.

#### Estadísticas en la BAA

##### Temporada regular
| Temporada | Edad | Equipo            | Liga | P | TC  | TCA | %TC  | TL  | TLA | %TL  | ASIS | FP  | PTS |
| 1948-49   | 23   | Indianapolis Jets | BAA  | 9 | 0.6 | 2.3 | .238 | 0.2 | 0.7 | .333 | 0.3  | 1.3 | 1.3 |
| Total     |      |                   | BAA  | 9 | 0.6 | 2.3 | .238 | 0.2 | 0.7 | .333 | 0.3  | 1.3 | 1.3 |

### Entrenador
En 1964 fue contratado como entrenador de la Universidad Estatal de Georgia, con los que permaneció 3 temporadas, logrando 8 victorias y 57 derrotas.